# 瓦尔德 (石勒苏益格-荷尔斯泰因州)
瓦尔德（德語：Warder）是德国石勒苏益格－荷尔斯泰因州的一个市镇。总面积8.71平方公里，总人口614人，其中男性289人，女性325人（2011年12月31日），人口密度70人/平方公里。